# Tallinsudden
Tallinsudden är ett naturreservat i Luleå kommun i Norrbottens län.
Området är naturskyddat sedan 2018 och är 1 kvadratkilometer stort. Reservatet ligger vid havet på sydvästra delen av Sandön. Reservatet består av tallhed och sandstrand.